# Carré blanc sur fond blanc
Pour les articles homonymes, voir Carré blanc.
Ne doit pas être confondu avec Carré noir sur fond blanc.
Carré blanc sur fond blanc (titre complet : Composition suprématiste : carré blanc sur fond blanc ; en russe : Супрематическая композиция - Белое на белом [Белый квадрат], Souprematitcheskaïa kompozitsia - Beloïé na belom [Bely kvadrat]) est une huile sur toile, peinte par Kasimir Malevitch en 1918. Appartenant au mouvement du suprématisme, elle consiste en un carré de couleur blanche, peint sur un fond d'un blanc légèrement différent.

## Historique
Cette œuvre est souvent considérée comme le premier monochrome de la peinture contemporaine et il reste l'un des plus célèbres.
Malevitch a utilisé deux blancs d'origines différentes, « l'un froid et très légèrement bleuté, pour le carré, l'autre chaud et un peu ocre, pour le fond ».
Le Carré blanc sur fond blanc est actuellement exposé au Museum of Modern Art (MoMA) à New York.

« J’ai troué l’abat-jour bleu des limitations colorées, je suis sorti dans le blanc, voguez à ma suite, camarades aviateurs, dans l’abîme, j’ai établi les sémaphores du Suprématisme. […] Voguez ! L’abîme libre blanc, l’infini sont devant vous. »

— Kasimir Malevitch, Du cubisme et du futurisme au suprématisme. Le nouveau réalisme pictural, 1916.

### Radio
- Entretiens avec Michael Quistre-Bert, Bernard Blistène et Florian Quistre-Bert par Jean de Loisy et Sandra Adam-Couralet, Malevitch, carré blanc sur fond blanc, Paris, France culture, 6 septembre 2014, 59 min (émission Les Regardeurs) (en ligne).